# Out of the Inkwell

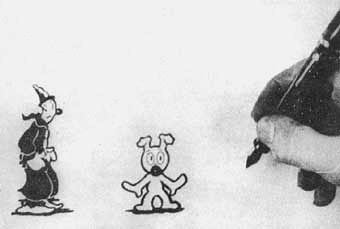
Out-of-the-inkwell, dibujos animados

Out of the Inkwell fue una serie de dibujos animados del cine mudo producida por Max Fleischer  desde 1918 hasta 1929. La serie fue el resultado de tres cortos experimentales, producidos independientemente por Max Fleischer en el periodo 1914-1916, para demostrar su invención, el rotoscopio, con el cual se consiguen movimientos más reales en las caricaturas. El rotoscopio proyectaría la película cinematográfica a través de una abertura en el caballete, cubierta por un panel de vidrio que sirve como superficie de dibujo. La imagen de los cortos proyectados se trazó en papel, la película avanzaba un cuadro a la vez, ya que cada dibujo se hacía  a mano. El hermano menor de Fleischer, Dave Fleischer, estaba trabajando como payaso en Coney Island, y sirvió como modelo para lo que se convertiría en su primer personaje famoso que luego evolucionó como Koko el payaso.

## Historia
Out of the Inkwell comenzó en el Bray Studio como una publicación mensual en The Bray Pictorgraph Screen Magazine producida para Paramount desde 1918, y más tarde para Goldwyn desde 1920 hasta 1921. En ese mismo año, los hermanos Fleischer comenzaron su propio estudio, y en 1923 , el payaso que antes no tenía nombre llegó a ser conocido como KO-KO cuando el veterano de animación Dick Huemer se convirtió en el nuevo Director de Animación. Huemer, quien comenzó su carrera de animación con las caricaturas de Mutt y Jeff en 1916,   y trajo la influencia de sus compañeros  a Out of the Inkwell con la creación de un pequeño compañero canino llamado Fitz, quien más tarde evolucionaría en Bimbo en la era del sonido. Huemer rediseñó al payaso para la animación, lo que redujo la dependencia de Fleischer del Rotoscopio para la animación fluida. También definió el estilo de dibujo con su calidad distintiva de entintar, por la cual la serie era famosa. Pero fue la interacción de las secuencias de acción en vivo con el artista / creador, Max Fleischer y sus creaciones de pluma y tinta, lo que fue la base de la serie. Normalmente, las caricaturas comienzan con una acción en vivo que muestra a Max dibujando los caracteres en papel, o abriendo el tintero para liberar a los personajes en «realidad».
La serie Out of the Inkwell se desarrolló entre 1918 y 1927, y pasó a llamarse The Inkwell Imps para Paramount, continuando hasta 1929. En total, 62 películas de Out of the Inkwell y 56 de Inkwell Imps se produjeron en 11 años. La serie Inkwell Imps fue reemplazada por los Talkartoons'' en 1929, y Koko se retiró hasta 1931, apareciendo como personaje secundario con Bimbo y Betty Boop. La última aparición teatral de Koko fue en la caricatura de Betty Boop, Ha-Ha-Ha (1934), que era una nueva versión de la película muda de Out of the Inkwell, The Cure (1924). Koko tuvo un breve cameo en su única aparición teatral a color en el comienzo de Screen Song, Toys will be Toys (1949).